# Bezzia trispinosa
Bezzia trispinosa är en tvåvingeart som beskrevs av Jean-Jacques Kieffer 1911. Bezzia trispinosa ingår i släktet Bezzia och familjen svidknott. Inga underarter finns listade i Catalogue of Life.